# 22nd Regiment of Light Dragoons (1779–1783)
Das 22nd (or Sussex) Regiment of (Light) Dragoons war ein Kavallerieregiment der britischen Armee, das von 1779 bis 1783 bestand.

## Geschichte
Während des Amerikanischen Unabhängigkeitskrieges wurde das Regiment am 25. Februar 1779 von Major John Baker-Holroyd (1735–1821), dem späteren 1. Earl of Sheffield, aufgestellt. Er wurde im Dezember 1779 zum Lieutenant-Colonel befördert und zum Lieutenant-Colonel Commandant des Regiments ernannt. Das Regiment wurde auch Sussex Regiment of Light Dragoons genannt. Es trug  grüne Uniformjacken im Stil der Husaren und schwarze Kopfbedeckungen. Das Regiment leistete als Ersatz für in Übersee eingesetzte Regimenter Garnisonsdienst in England.
Nach Abschluss des Vorfriedens zum Frieden von Paris wurde das Regiment am 12. Juni 1783 aufgelöst.